# Driebruggen
Driebruggen ist ein Dorf und eine ehemalige Gemeinde, die nur 25 Jahre lang existierte. Der Ort liegt in der niederländischen Provinz Südholland. Am 1. Februar 1964 wurde die Gemeinde durch die Vereinigung der vier Gemeinden Hekendorp, Lange Ruige Weide, Papekop und Waarder neu gebildet. Am 1. Januar 1989 wurde sie aufgelöst und auf die Gemeinden Reeuwijk, welches seit 2011 zu Bodegraven-Reeuwijk gehört, und Oudewater (Provinz Utrecht) verteilt. Zum Zeitpunkt der Auflösung zählte Driebruggen 4537 Einwohner auf 29,29 km². 14,10 km² mit 3254 Einwohnern (darunter Waarder) wechselten nach Reeuwijk, 15,19 km² mit 1283 Einwohnern (darunter Papekop und Hekendorp) nach Oudewater.